# Jezioro Sareskie
Jezioro Sareskie – jezioro w Tadżykistanie, położone w Pamirze na wysokości 3263 m n.p.m. pomiędzy górami ze szczytami powyżej 5000 m n.p.m. Jest jednym z największych jezior Pamiru – zajmuje powierzchnię 79,6 km². Należy do najgłębszych jezior świata, osiągając 505 m głębokości.
Jezioro zalicza się do kategorii osuwiskowych. Początek formowania się nowego jeziora miał miejsce o godzinie 23:15 w nocy z 18 na 19 lutego 1911, kiedy to na skutek wstrząsu sejsmicznego ze zboczy gór osunęły się skały, które zablokowały i spiętrzyły wody płynącej w dolinie rzeki Bartang. Obryw zasypał wioskę Usoj, zabijając wszystkich znajdujących się w niej w tym czasie mieszkańców. Ilość materiału skalnego, który zniszczył wioskę jest szacowana na 2,2 mld m³, a łączna ilość materiału skalnego, który przegrodził koryto rzeki to 6 mld ton. Osuwisko, które w celu upamiętnienia wioski nazwano Usoj, miało około 700–800 m wysokości i blisko 8 km szerokości. Inne okoliczne wioski, w tym wioska Sarez, legły w gruzach wskutek wstrząsów. W październiku 1911 jezioro miało już długość 20 km. Pierwsze pomiary topograficzne przeprowadził kapitan G. Szpilko, komendant Strażnicy Pamirskiej w 1913. Jezioro miało wtedy długość 28 km, średnią szerokość 1,5 km, i głębokość maksymalną 279 m. Poziom wody podnosił się o 36 cm na dobę. Przez dwa lata jezioro pochłonęło wioski Sarez, Nisor-Daszt i Ircht. Szpilko zaangażował mieszkańca okolicy Tadżyka Nijasza Kabułowa, jako obserwatora przyrostu jeziora. Pierwsze publikacje prasowe dotyczące powstającego jeziora pochodziły z listopada 1913, zaś do międzynarodowej opinii publicznej informacja o Jeziorze Sareskim dotarła w 1914. W kwietniu tego roku woda z jeziora zaczęła przesączać się przez naturalną zaporę. W 1915 kolejne pomiary wykonał I. Prieobrażeński. Po I wojnie światowej i Rewolucji październikowej kolejne ekspedycje badawcze miały miejsce w 1923 i 1925 i były prowadzone kolejno przez N. Korżeniewskiego wraz z I. Rajkową oraz W. Kolesnikowa. W tym czasie powierzchnia jeziora znajdowała się na wysokości 3400 m n.p.m. Odpływ wody z jeziora wynosił 78 m³ na sekundę. W 1926 Lange i Tejchman dokonali pomiarów jeziora. Lange kontynuował badania w 1928. Latem 1929 kolejnych pomiarów dokonał W. A. Judin, który w 1932 jako pierwszy odbył rejs żaglowym kajakiem po jeziorze. Badania jeziora były prowadzone także w następnych latach.
Ze względu na fakt, że ten rejon Pamiru jest aktywny sejsmicznie, a skalne rumowisko jak na kryteria geologiczne bardzo młode, to stabilność tego jeziora jest niska, co oznacza, że położone poniżej tereny Tadżykistanu znajdują się pod stałą groźbą katastrofalnej powodzi.